# Tiroteo de Chesapeake de 2022
El tiroteo mortal de Chesapeake tuvo lugar el 22 de noviembre de 2022, cuando varias personas fueron asesinadas a tiros en un tiroteo masivo en el Walmart Supercenter en Chesapeake, Virginia, Estados Unidos.

## Tiroteo
La policía respondió a los informes de un tiroteo en la tienda a las 10:12 p. m. hora local. En un lapso de 35 a 40 minutos, los oficiales descubrieron múltiples víctimas en el edificio, incluida una cerca de la entrada. El atacante estaba entre los fallecidos.

## Perpetrador
La policía reveló que el perpetrador fue un gerente que trabajaba en el turno de noche de Walmart de 31 años llamado Andre Marcus Bing (1 de mayo de 1991 - 22 de noviembre de 2022). Un video filmado por un supuesto empleado de la tienda, luego del tiroteo, afirma que Bing fue el tirador. Bing era residente de Chesapeake, anteriormente vivió tanto en Suffolk como en Virginia Beach en Virginia, y tiene familiares en Norfolk, Virginia, Queens, Nueva York y San Ángelo, Texas. Bing comenzó su trabajo en Walmart en el 2010.
Los investigadores declararon que creían que el tirador era un empleado actual o anterior, posiblemente un gerente, que disparó contra los empleados en la sala de descanso. La policía registró la casa de Bing cerca de la Interestatal 464 (a 3½ millas de Walmart) antes de que se revelara su identidad y antes de que se notificara a su familia.

### Víctimas
Seis personas fueron asesinadas durante el tiroteo, todos empleados de Walmart:
- Tyneka Johnson, 22[11]
- Lorenzo Gable, 43[12]
- Randy Blevins, 70[13]
- Brian Pendleton, 38[14]
- Kellie Pyle, 52
- Fernando Chavez-Barro, 16

## Repercusiones
Después del tiroteo, se estableció un centro de reunificación familiar en el Centro de Conferencias de Chesapeake.

## Reacciones
El día después del incidente, el gobernador Glenn Youngkin emitió un comunicado diciendo que 

"nuestros corazones se rompen por la comunidad de Chesapeake... Los actos atroces de violencia no tienen cabida en nuestras comunidades."

 El alcalde de Chesapeake, Rick West, también emitió un comunicado a la mañana siguiente ofreciendo sus oraciones a las familias y agradeciendo las rápidas acciones de los socorristas. El senador Mark Warner (demócrata por el estado de Virgina) dijo que estaba asqueado por el tiroteo. La senadora de Virginia Louise Lucas, que representa el distrito 18 del Senado de Virginia, que incluye a Chesapeake, declaró que estaba "desconsolada porque el último tiroteo masivo de Estados Unidos tuvo lugar en un Walmart en mi distrito". El presidente Joe Biden emitió una declaración de condolencias y pidió una reforma de las armas.
Los directivos del supermercado, poco después del tiroteo, emitieron un comunicado expresando "conmoción por este trágico evento en nuestra tienda de Chesapeake, Virginia" y también indicó que estaban trabajando con la policía local en la investigación.